# Каруг
Кару́г (Chrysomus) — рід горобцеподібних птахів родини трупіалових (Icteridae). Представники цього роду мешкають в Південній Америці.

## Види
Виділяють два види:
- Каруг рудоголовий (Chrysomus ruficapillus)
- Каруг жовтоголовий (Chrysomus icterocephalus)

## Етимологія
Наукова назва роду Chrysomus походить від слова дав.-гр. χρυσωμα — зроблений з золота.